# میه‌چیسواف
میه‌چیسواف (تلفظ لهستانی: [mʲɛtʂɨˈswaf]) ممکن است به یکی از موارد زیر اشاره داشته باشد:
- میه‌چیسواف فوگ
- میه‌چیسواف هورشوفسکی
- میه‌چیسواف کالنیک
- میه‌چیسواف مورانسکی
- میه‌چیسواف نوویسکی
- میه‌چیسواف راکوفسکی
- میه‌چیسواف استور
- میه‌چیسواف واینبرگ
- میه‌چیسواف ویشنیفسکی
- میه‌چیسواف باتچ